# Caiânia
Caiânia (em latim: Caiania ou Quaenia; em finlandês: Kainuu; em sueco: Kajanaland) é uma  região da Finlândia situada na província de Oulu. Sua capital é a cidade de Kajaani. Possui aproximadamente 74 mil habitantes.